# Brad Guzan
Bradley Edwin Guzan (nacido el 9 de septiembre de 1984 en Evergreen Park, Illinois) es un futbolista estadounidense, que también posee pasaporte polaco debido al origen de sus abuelos, Juega como portero y su equipo actual es el Atlanta United de la Major League Soccer.

## Trayectoria

### Inicios
Guzan nació en Evergreen Park, Illinois y jugó al fútbol juvenil en el Chicago Magic Soccer Club, y para el equipo principal de la Providence Catholic High School en Illinois, de donde se graduó en 2003. Solo jugó dos temporadas de fútbol universitario con los South Carolina Gamecocks de la Universidad de Carolina del Sur, llegando al segundo equipo estelar amateur americano en su segunda temporada.
Guzan tuvo una campaña impresionante en su primer año con los Gamecocks, siendo titular en los dieciocho partidos de su primera temporada en Carolina del Sur. Terminó el año con un promedio de 0.96 goles en contra como promedio, añadiendo a esto ocho partidos con la valla imbatida. Fue incluido en el equipo estelar de primer año de College Soccer News y fue uno de solo dos jugadores de primer año en ser convocado al equipo estelar del sur de la NSCAA. Ese año consiguió 69 atajadas y en los partidos que jugó obtuvo un récord de 9-7-2.
Luego de pasar dos años con las reservas del Chicago Fire en la USL Premier Development League, decidió abandonar sus años de universidad restantes y firmó un contrato de Generación Adidas con la Major League Soccer. Chivas USA seleccionó a Guzan como la segunda opción en el draft de 2005.
Guzan ha jugado para la selección nacional juvenil sub-18 de Estados Unidos. Debutó con la selección mayor el 19 de febrero de 2006 contra Guatemala. El 7 de noviembre de 2007, Guzan fue nombrado como el portero del año en la MLS.

### Aston Villa

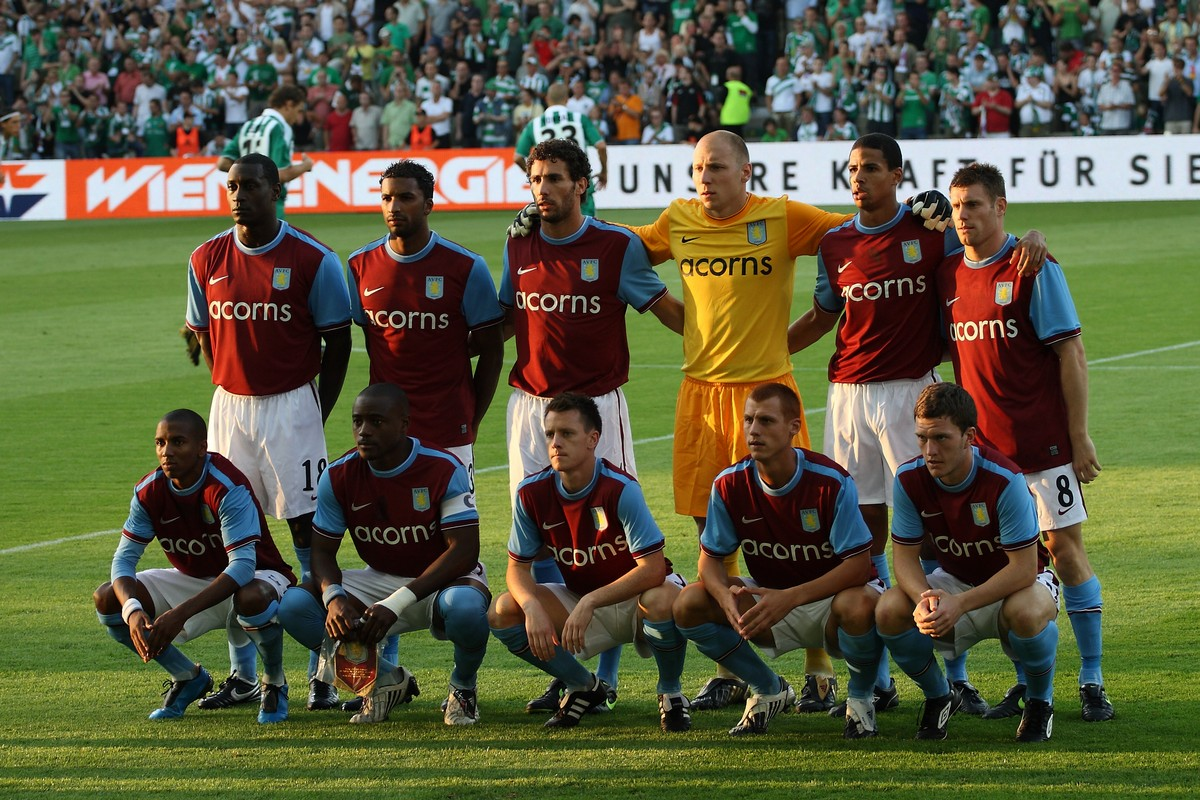
Guzan (en amarillo) formado con sus compañeros del Aston Villa antes de jugar un partido como visitantes contra el Rapid Viena por la UEFA Europa League en agosto de 2009.

El 11 de julio de 2008, el Aston Villa Football Club de la Premier League inglesa llegó a un acuerdo por el traspaso de Guzan al club con la MLS y Chivas USA por aproximadamente 1.2 millones de dólares. El 1 de agosto de 2008, Guzan recibió su permiso de trabajo del Reino Unido y se incorporó al equipo.  Fue introducido oficialmente al equipo una vez concluida su participación con la selección de fútbol de Estados Unidos en las Olimpiadas de 2008 en Pekín. Guzan fue el segundo portero estadounidense llamado Brad en ser fichado por el Villa luego de que también fichasen al veterano de la Liga Premier, Brad Friedel.
Guzan debutó con el Villa en septiembre de 2008 en un partido como local contra el Queens Park Rangers por la Copa de la Liga.
Hizo su debut europeo en la Copa UEFA durante la visita al Slavia Praga el 6 de noviembre de 2008. El partido terminó 1-0 a favor del Aston Villa, con Guzan realizando varias atajadas importantes para mantener su valla en cero.
Su actuación hizo que su entrenador, Martin O'Neill, lo describiera como un "portero de nivel en formación". También fue titular en el primer partido de la ronda de 32 de la Copa UEFA contra el CSKA Moscú en Villa Park el 18 de febrero de 2009, además de sustituir a Brad Friedel en el partido contra Liverpool luego de que este fuera expulsado.
Guzan jugó todos los partidos que Villa ganó camino a su victoria en la Copa de la Paz 2009, contra Atlante, Porto y Juventus. Ayudó a Villa a alzarse con la victoria en la final contra Juventus, especialmente en la definición por penales, donde atajó los disparos de Vincenzo Iaquinta y Alessandro Del Piero. El único partido que el Villa no ganó (en la fase de grupos), contra el Málaga, fue el único partido que Guzan no jugó.
Pese a haber tenido una sólida pretemporada, Guzan fue relegado al banco de suplentes para el partido inaugural de la temporada 2009-10 contra Wigan Athletic, en favor de su compatriota y veterano de la Liga Premier, Brad Friedel.
El 27 de octubre de 2009, Guzan atajó cuatro penales, uno en el tiempo regular y tres más en la definición por penales, en la victoria contra Sunderland en el Estadio de Luz por los octavos de final de la Copa de la Liga. Pese a esta heroica actuación, Brad Friedel lo reemplazó en el arco para la final contra Manchester United.

### Hull City

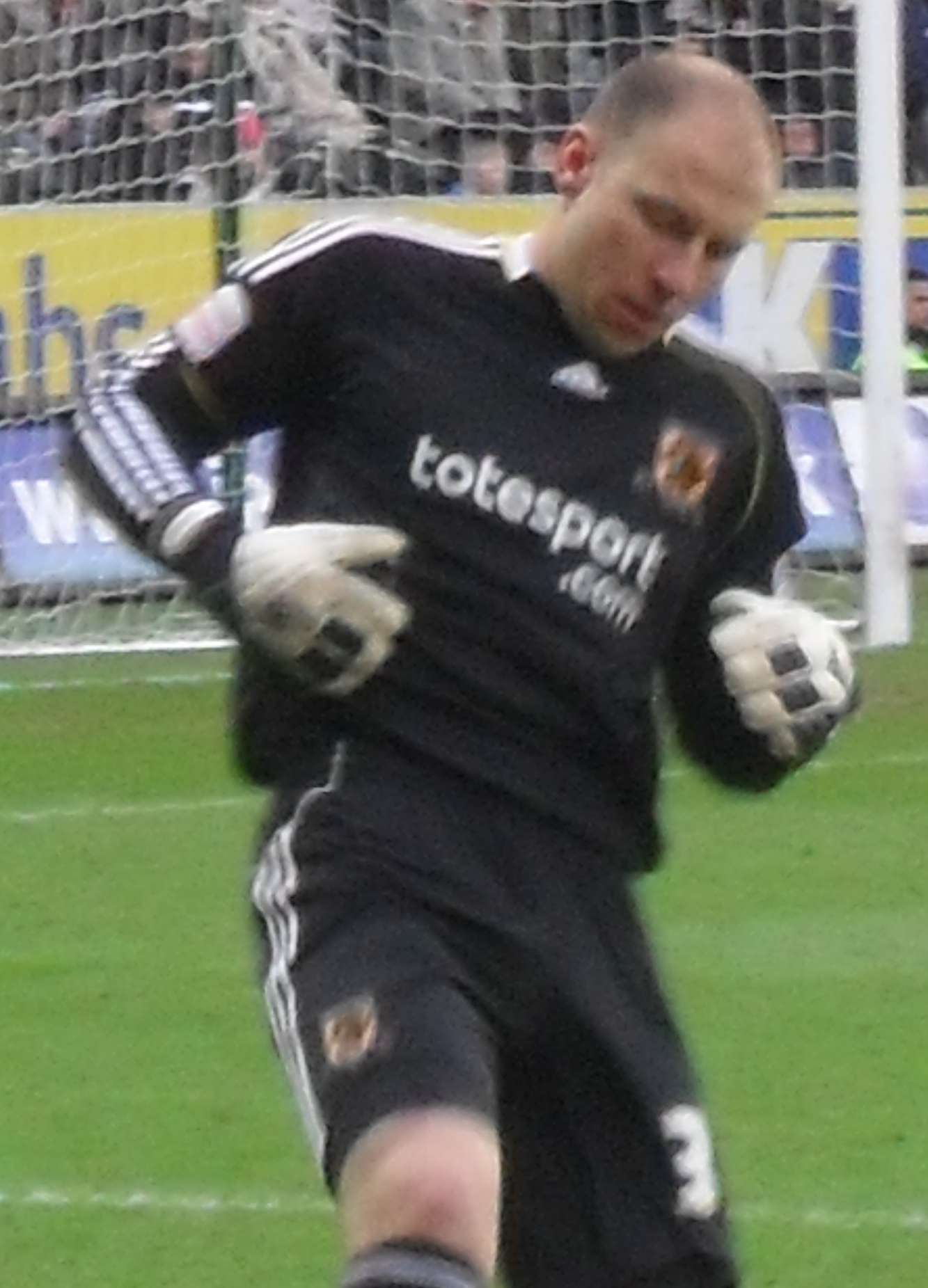
Guzan jugando para el Hull City en 2011

El 31 de diciembre de 2010 Guzan fue enviado en calidad de préstamo por un mes al Hull City de la segunda división inglesa. Guzan debutó para Hull el día de año nuevo del 2011, en la derrota 1-0 contra el Leicester City. Su segunda actuación con el equipo terminó en mejores términos, cuando el Hull venció al Portsmouth 3-2. Su primer partido con la valla limpia lo obtuvo contra el Barnsley, al cual el Hull venció 2-0. El 25 de enero de 2011, Brad Guzan extendió su acuerdo con el Hull City hasta finales de febrero. Guzan jugó 11 partidos de liga con el Hull City antes de retornar al Aston Villa el 28 de febrero. Sin embargo, el 8 de marzo, el Hull volvió a contratar en calidad de préstamo de emergencia debido a la lesión sufrida por su otro guardameta, Vito Mannone. Su primer partido en su segundo período con el Hull City fue contra el Burnley en calidad de local. El último partido de Guzan con el Hull fue una victoria 2-1 sobre el Watford el 9 de abril de 2011, luego de la cual, finalmente, retornaría al Villa.

### Regreso al Aston Villa
Guzan retornó al Villa en abril de 2011, pero no jugó ningún partido de liga por el resto de la temporada. El 3 de diciembre de 2011, ya en la temporada 2011-12, Guzan entró a jugar en el partido de la liga contra el Manchester United luego de que el portero titular del Villa, Shay Given, sufriera una lesión que lo dejará fuera de la cancha por un mes. Esta nueva situación ha llevado a los directivos del club a iniciar charlas con el portero para extender su contrato. Guzan jugó su primer partido como titular con el Villa en más de un año, y su primer partido como titular en la Premier League, el 10 de diciembre en la victoria 2-1 sobre el Bolton Wanderers. Pese a haber estado en excelente forma y haber impresionado al entrenador McLeish, Guzan retornó a la banca una vez que Given volvió de su lesión para el partido contra el Everton el 13 de enero de 2012.
Luego de finalizada la temporada 2011-2012, el Aston Villa terminó el contrato de Guzan, junto con el de seis otros jugadores, el 23 de mayo de 2012.

### Segundo regreso al Villa

#### Temporada 2012-13
Antes iniciar la pretemporada 2012-13, Guzan volvió a firmar un contrato por tres años con el club que acababa de dejar, el Aston Villa, luego de que el técnico Paul Lambert asegurara al portero estadounidense que tendría una oportunidad real de disputar el puesto de titular con Shay Given.
Guzan fue titular por primera vez en la temporada 2012/13 en el empate 1-1 como visitante del Villa ante el Newcastle United el 1 de septiembre de 2012. A partir de ese partido el estadounidense se ha cementado como el portero titular de los Villanos para partidos de la Premier League, algo que logró hacer por primera vez desde su llegada a Inglaterra en 2008. En octubre de 2012, luego de una serie de buenas actuaciones ante el Tottenham, Fulham y Norwich, fue nombrado como el jugador del mes del Aston Villa.
El 23 de diciembre de 2012 sufrió su peor derrota como profesional, recibiendo la mayor cantidad de goles en su carrera cuando el Aston Villa cayó 8-0 ante el Chelsea en Stamford Bridge. Pese a este revés, Guzan fue un jugador fundamental en la temporada 2012-13 del Villa, ayudando a su equipo a evitar el descenso y siendo nombrado como el Mejor Jugador del Año en su club por parte de sus compañeros y por los hinchas.
El 6 de julio de 2013, antes de comenzar la temporada 2013-14, Guzan extendió su contrato con los Villanos por cuatro temporadas más.

#### Temporada 2013-14
Guzan comenzó la campaña 2013-14 como titular en la notable victoria 3-1 sobre el Arsenal FC como visitante, marcando así su primer triunfo como visitante desde que se unió a los Villanos en 2011.

#### Temporada 2014-15
Guzan volvió a comenzar la temporada 2014-15 como titular, venciendo al Stoke City FC 1-0 como visitante.

### Middlesbrough
En julio de 2016 se anunció que Guzan dejaría el Aston Villa para fichar como agente libre con el Middlesbrough FC, recientemente ascendido a la Premier League de Inglaterra. El estadounidense oficializó su traspaso el 29 de ese mes, firmando un contrato por dos años.

### Atlanta United
El 26 de enero de 2017 se anunció que el portero estadounidense fichó por el Atlanta United, y llegaría a la MLS al término de la Premier League de 2016-17. Dejó Middlesbrough el 10 de junio de 2017. Debutó en Atlanta el 24 de julio, en la victoria por 1-0 al Orlando City. Durante la temporada 2017 de la MLS, registró ocho vallas invictas en 14 encuentros y lideró el porcentaje de atajadas (79,2%), además ganó el premio de atajada de la semana de la MLS tres veces. Ganó la MLS Cup de 2018 con el Atlanta United, luego de derrotar al Portland Timbers por 2-0.

## Clubes
| Club               | País           | Año             |
| ------------------ | -------------- | --------------- |
| Chivas USA         | Estados Unidos | 2005-2008       |
| Aston Villa        | Inglaterra     | 2008-2011       |
| Hull City (cedido) | Inglaterra     | 2011            |
| Aston Villa        | Inglaterra     | 2011-2016       |
| Middlesbrough FC   | Inglaterra     | 2016-2017       |
| Atlanta United     | Estados Unidos | 2017-Actualidad |

## Selección de Estados Unidos
Desde el 2006, Guzan se ha establecido como el segundo portero de la selección de fútbol de Estados Unidos, detrás de Tim Howard. Debutó en las eliminatorias al mundial 2010 en el partido de vuelta contra Barbados (EE. UU. había ganado el partido de ida por 8-0, prácticamente asegurando su clasificación). Luego de este partido, fue titular en dos partidos más de la fase clasificatoria luego de que Estados Unidos asegurara su avance a la fase final; estos incluyeron la derrota 2-1 contra Trinidad y Tobago y la victoria 2-0 sobre Guatemala. Cuando Howard fue suspendido para el partido contra El Salvador en San Salvador por acumulación de tarjetas amarillas, Guzan fue titular y ayudó al equipo a conseguir un resultado clave de 2-2. Guzan también fue titular en la victoria de Estados Unidos sobre Egipto por 3-0 en la Copa Confederaciones 2009. Guzan formó parte del equipo que viajó a Sudáfrica para la Copa del Mundo de 2010, aunque no jugó ningún partido.
El 12 de mayo de 2014, Klinsmann incluyó a Guzan en la lista provisional de 30 jugadores con miras a la Copa Mundial de Fútbol de 2014, y fue ratificado en la lista final de 23 jugadores que viajaron a Brasil el 22 del mismo mes. No obstante, Guzan no llegó a jugar ningún partido en el torneo. Después de la Copa Mundial de fútbol de 2014 Guzan tomó el puesto de titularidad en el arco estadounidense. 

### Participaciones en Copas del Mundo
| Mundial                        | Sede      | Resultado        |
| ------------------------------ | --------- | ---------------- |
| Copa Mundial de Fútbol de 2010 | Sudáfrica | Octavos de final |
| Copa Mundial de Fútbol de 2014 | Brasil    | Octavos de final |

### Participaciones en Copas de Oro
| Copa Oro                        | Sede                  | Resultado    |
| ------------------------------- | --------------------- | ------------ |
| Copa de Oro de la Concacaf 2007 | Estados Unidos        | Campeón      |
| Copa de Oro de la Concacaf 2009 | Estados Unidos        | Subcampeón   |
| Copa de Oro de la Concacaf 2011 | Estados Unidos        | Subcampeón   |
| Copa de Oro de la Concacaf 2013 | Estados Unidos        | Campeón      |
| Copa de Oro de la Concacaf 2015 | Estados Unidos Canadá | Cuarto lugar |
| Copa de Oro de la Concacaf 2017 | Estados Unidos        | Campeón      |
| Copa de Oro de la Concacaf 2021 | Estados Unidos        | Campeón      |

### Participaciones en la Copa América
| Copa América                   | Sede           | Resultado    |
| ------------------------------ | -------------- | ------------ |
| Copa América 2007              | Venezuela      | Primera fase |
| Copa América Centenario (2016) | Estados Unidos | Cuarto Lugar |

### Participaciones en Copa Confederaciones
| Copa Confederaciones      | Sede      | Resultado  |
| ------------------------- | --------- | ---------- |
| Copa Confederaciones 2009 | Sudáfrica | Subcampeón |

## Estadísticas

### Clubes
Actualizado el 17 de abril de 2021.
| Club | Div           | Temporada     | Liga (1) | Liga (1) | Liga (1) | Copas nacionales(2) | Copas nacionales(2) | Copas nacionales(2) | Torneos internacionales(3) | Torneos internacionales(3) | Torneos internacionales(3) | Total | Total | Total |
| Club | Div           | Temporada     | Part.    | GC       | VI       | Part.               | GC                  | VI                  | Part.                      | GC                         | VI                         | Part. | GC    | VI    |
| --- | ------------- | ------------- | -------- | -------- | -------- | ------------------- | ------------------- | ------------------- | -------------------------- | -------------------------- | -------------------------- | ----- | ----- | ----- |
| Chivas USA Estados Unidos |               |               |          |          |          |                     |                     |                     |                            |                            |                            |       |       |       |
| 1.ª | 2005          | 22            | 41       | 2        | 0        | 0                   | 0                   | -                   | -                          | -                          | 22                         | 41    | 2     |       |
| 1.ª | 2006          | 13            | 19       | 5        | 0        | 0                   | 0                   | -                   | -                          | -                          | 13                         | 19    | 5     |       |
| 1.ª | 2007          | 28            | 28       | 13       | 0        | 0                   | 0                   | -                   | -                          | -                          | 28                         | 28    | 13    |       |
| 1.ª | 2008          | 17            | 21       | 5        | 0        | 0                   | 0                   | -                   | -                          | -                          | 17                         | 21    | 5     |       |
| Total club | Total club    | 80            | 109      | 25       | 0        | 0                   | 0                   | -                   | -                          | -                          | 80                         | 109   | 25    |       |
| Aston Villa Inglaterra |               |               |          |          |          |                     |                     |                     |                            |                            |                            |       |       |       |
| 1.ª | 2008/09       | 1             | 1        | 0        | 2        | 2                   | 0                   | 5                   | 8                          | 1                          | 8                          | 11    | 1     |       |
| 1.ª | 2009/10       | 0             | 0        | 0        | 8        | 11                  | 2                   | 2                   | 2                          | 0                          | 10                         | 13    | 2     |       |
| 1.ª | 2010/11       | 0             | 0        | 0        | 1        | 1                   | 0                   | 2                   | 4                          | 0                          | 3                          | 5     | 0     |       |
| Total club | Total club    | 1             | 0        | 0        | 11       | 14                  | 2                   | 9                   | 14                         | 1                          | 21                         | 28    | 3     |       |
| Hull City Inglaterra |               |               |          |          |          |                     |                     |                     |                            |                            |                            |       |       |       |
| 2ª | 2010/11       | 16            | 14       | 5        | 0        | 0                   | 0                   | -                   | -                          | -                          | 16                         | 14    | 5     |       |
| Total club | Total club    | 16            | 14       | 5        | 0        | 0                   | 0                   | -                   | -                          | -                          | 16                         | 14    | 5     |       |
| Aston Villa Inglaterra |               |               |          |          |          |                     |                     |                     |                            |                            |                            |       |       |       |
| 1.ª | 2011/12       | 7             | 8        | 2        | 2        | 1                   | 1                   | -                   | -                          | -                          | 9                          | 9     | 3     |       |
| 1.ª | 2012/13       | 36            | 65       | 5        | 1        | 0                   | 1                   | -                   | -                          | -                          | 37                         | 65    | 6     |       |
| 1.ª | 2013/14       | 37            | 56       | 9        | 0        | 0                   | 0                   | -                   | -                          | -                          | 37                         | 56    | 9     |       |
| 1.ª | 2014/15       | 34            | 48       | 9        | 0        | 0                   | 0                   | -                   | -                          | -                          | 34                         | 48    | 9     |       |
| 1.ª | 2015/16       | 28            | 58       | 2        | 4        | 6                   | 2                   | -                   | -                          | -                          | 32                         | 64    | 4     |       |
| Total club | Total club    | 118           | 180      | 30       | 3        | 1                   | 1                   | -                   | -                          | -                          | 122                        | 185   | 32    |       |
| Middlesbrough Inglaterra | 1.ª           | 2016/17       | 10       | 17       | 3        | 4                   | 6                   | 1                   | -                          | -                          | -                          | 14    | 23    | 5     |
| Middlesbrough Inglaterra | Total club    | Total club    | 10       | 17       | 3        | 4                   | 6                   | 1                   | -                          | -                          | -                          | 14    | 23    | 5     |
| Atlanta United Estados Unidos | 1.ª           | 2017          | 14       | 10       | 8        | 1                   | 0                   | 1                   | -                          | -                          | -                          | 15    | 10    | 9     |
| Atlanta United Estados Unidos | 1.ª           | 2018          | 34       | 45       | 9        | 6                   | 2                   | 3                   | -                          | -                          | -                          | 40    | 47    | 12    |
| Atlanta United Estados Unidos | 1.ª           | 2019          | 34       | 43       | 16       | 5                   | 4                   | 2                   | 4                          | 6                          | 2                          | 43    | 53    | 20    |
| Atlanta United Estados Unidos | 1.ª           | 2020          | 23       | 30       | 7        | -                   | -                   | -                   | 4                          | 4                          | 2                          | 27    | 34    | 9     |
| Atlanta United Estados Unidos | 1.ª           | 2021          | 1        | 0        | 1        | 0                   | 0                   | 0                   | 1                          | 0                          | 1                          | 2     | 0     | 2     |
| Atlanta United Estados Unidos | Total club    | Total club    | 106      | 128      | 41       | 12                  | 6                   | 6                   | 9                          | 10                         | 5                          | 127   | 144   | 52    |
| Total carrera | Total carrera | Total carrera | 331      | 448      | 104      | 30                  | 27                  | 10                  | 18                         | 24                         | 6                          | 379   | 499   | 120   |
| (1)Incluye datos de la Postemporada de la MLS (2007, 2008) (2)Incluye datos de la Football League Cup, FA Cup, Lamar Hunt U.S. Open Cup (3)UEFA Europa League y Liga de Campeones de la Concacaf |               |               |          |          |          |                     |                     |                     |                            |                            |                            |       |       |       |

### Selección nacional
| Absoluta Estados Unidos | 2006          | 1  | 0 | -  | - | - | - | 1     | 0 |
| Absoluta Estados Unidos | 2007          | 2  | 0 | 1  | 0 | - | - | 3     | 0 |
| Absoluta Estados Unidos | 2008          | 3  | 0 | 4  | 0 | - | - | 7     | 0 |
| Absoluta Estados Unidos | 2009          | 2  | 0 | 1  | 0 | 1 | 0 | 4     | 0 |
| Absoluta Estados Unidos | 2010          | 4  | 0 | -  | - | - | - | 4     | 0 |
| Absoluta Estados Unidos | 2012          | 1  | 0 | -  | - | - | - | 1     | 0 |
| Absoluta Estados Unidos | 2013          | 1  | 0 | 3  | 0 | - | - | 4     | 0 |
| Absoluta Estados Unidos | 2014          | 4  | 0 | -  | - | - | - | 4     | 0 |
| Absoluta Estados Unidos | 2015          | 5  | 0 | 7  | 0 | 1 | 0 | 13    | 0 |
| Absoluta Estados Unidos | 2016          | 3  | 0 | 9  | 0 | - | - | 12    | 0 |
| Absoluta Estados Unidos | 2017          | 0  | 0 | 4  | 0 | - | - | 5     | 0 |
| Absoluta Estados Unidos | 2018          | 2  | 0 | -  | - | - | - | 2     | 0 |
| Absoluta Estados Unidos | 2019          | 1  | 0 | 3  | 0 | - | - | 4     | 0 |
| Absoluta Estados Unidos | Total         | 29 | 0 | 32 | 0 | 2 | 0 | 63    | 0 |
| Total carrera | Total carrera | 29 | 0 | 32 | 0 | 2 | 0 | 63(3) | 0 |
| (1) Incluye los partidos de la Copa América (2007, 2016), Clasificación de Concacaf (Mundial 2010, Mundial 2014, Mundial 2018) Copa de Oro (2015, 2017) (2) Incluye los partidos de la Copa Confederaciones (2009, 2017), (3) No incluye un amistoso no oficial contra Ghana el 1 de julio de 2017. |               |    |   |    |   |   |   |       |   |

## Palmarés

### Títulos nacionales
| Título   | Club           | País           | Año  |
| -------- | -------------- | -------------- | ---- |
| Copa MLS | Atlanta United | Estados Unidos | 2018 |

### Títulos internacionales
| Título                  | Club                        | País           | Año  |
| ----------------------- | --------------------------- | -------------- | ---- |
| Copa Oro de la Concacaf | Selección de Estados Unidos | Estados Unidos | 2007 |
| Copa Oro de la Concacaf | Selección de Estados Unidos | Estados Unidos | 2013 |
| Copa Oro de la Concacaf | Selección de Estados Unidos | Estados Unidos | 2017 |
| Copa Oro de la Concacaf | Selección de Estados Unidos | Estados Unidos | 2021 |

### Distinciones individuales
| Distinción                           | Año  |
| ------------------------------------ | ---- |
| Guardameta del Año de la MLS         | 2007 |
| Jugador del Año del Aston Villa F.C. | 2013 |
| Equipo de la Semana 20 de la MLS     | 2017 |